# 耿鳴雷
耿鳴雷（1564年—1619年），号省亭，山東济南府新城县人，明朝官员。

## 生平
萬曆十六年（1588年）戊子科山東鄉試三十八名舉人，萬曆二十六年（1598年）登戊戌科進士，通政司觀政，初任永年县知县，敦樸厚重，推誠待人，然斷獄明決，有神明稱。三十三年行取，候选京师，感重症，昏不知人。三十六年考選爲湖廣道御史，陈杜危机五事。巡视京通仓，參劾户部主事石廷举、洪启聪贪赃，四十一年巡视真定，四十三年升管河南道事。四十六年升太僕寺少卿，四十七年以勞瘁卒官，赠太僕寺卿。

## 家族
曾祖耿永。祖父耿温，寿官。父耿錞，官霸州学正。兄耿鳴世，隆慶戊辰進士。子耿庭机，以岁貢授莘县训导，未任卒。